# Turraea cabrae
Turraea cabrae là một loài thực vật có hoa trong họ Meliaceae. Loài này được De Wild. & T.Durand miêu tả khoa học đầu tiên năm 1899.